# Институт сексуальных наук

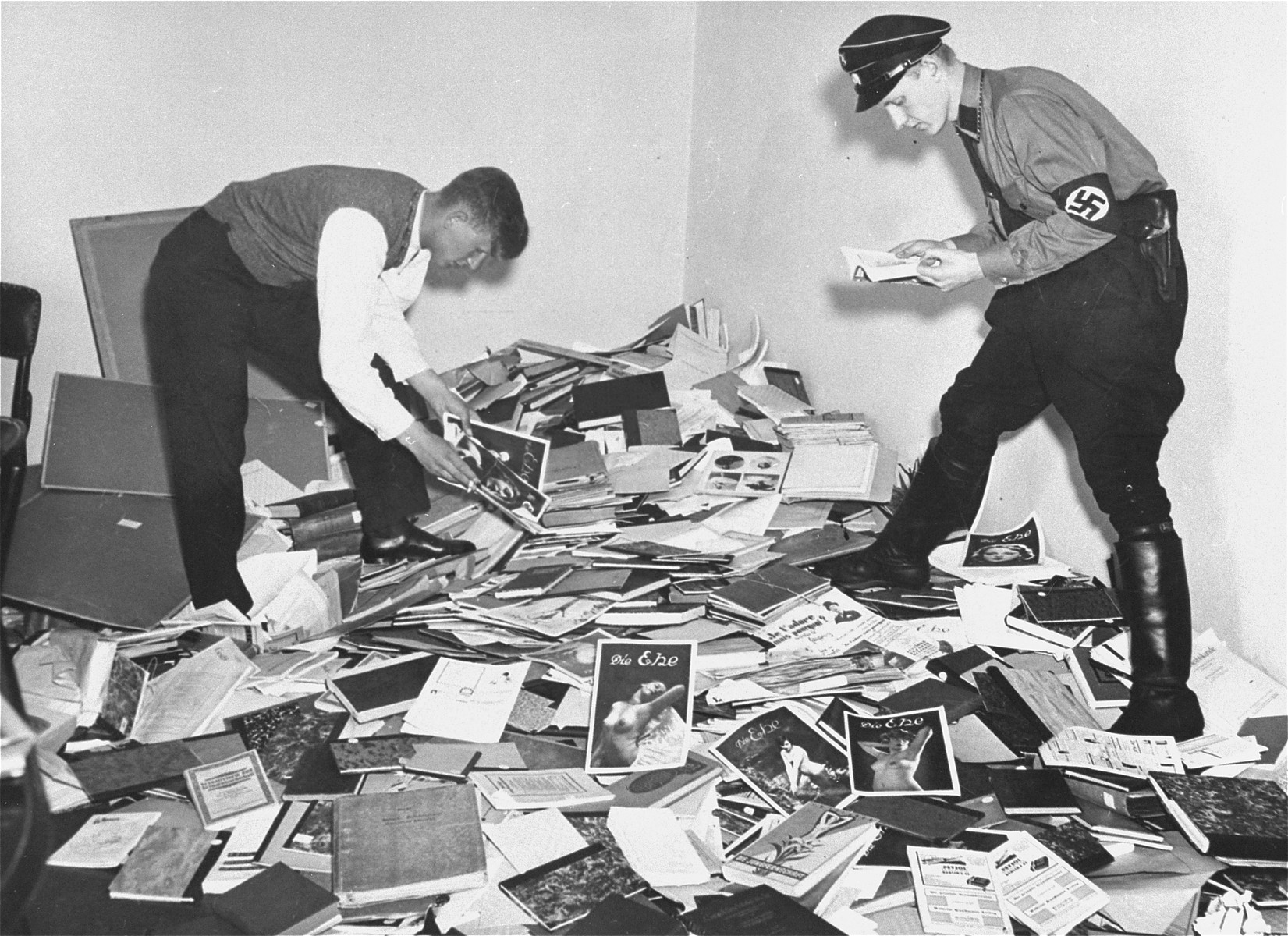
Уничтожение книг библиотеки Института сексуальных наук в Берлине.

Институт сексуальных наук (нем. Institut für Sexualwissenschaft) — частный немецкий научный институт, существовавший в Берлине с 1919 по 1933 годы.
Институт был основан 6 июля 1919 года немецким врачом-сексологом Магнусом Хиршфельдом, который с 1897 года стоял во главе первой гомосексуальной организации - Научно-гуманитарный комитет - которая продвигала права ЛГБТ и толерантность в начале первого гомосексуального движения, которое позже расцвело в межвоенной Веймарской культуре. Комитет издал долгоидущий журнал Jahrbuch für sexuelle Zwischenstufen. Хиршфельд основал уникальный архив информации о гендере, однополой любви и эротизме с целью проведения полового воспитания среди населения и изучения человеческой сексуальности.    